# Enver Hoxhaj
Enver Hoxhaj (Suhareka, Kosovo, aleshores RFS de Iugoslàvia, 1969) és un polític i diplomàtic kosovar. És diputat de l'Assemblea de Kosovo i va ser ministre d'Afers Exteriors de la República de Kosovo.
Hoxhaj va ser professor de la Universitat de Pristina. Va treballar al World University Service d'Àustria i va fundar l'Institut de Recerca i Documentació de Kosovo. El març de 2004 es va unir al Partit Democràtic de Kosovo. Va ser ministre d'Educació, Ciència i Tecnologia de la República de Kosovo. Dirigeix el Comitè de l'Assemblea de Kosovo per a l'Educació, Ciència, Tecnologia, Cultura, Joventut i Esports. Des del 22 de febrer de 2011 al 12 de desembre de 2014, Hoxhaj va ser ministre d'Afers Exteriors de Kosovo.